# 黑垂头菊
黑垂头菊（学名：Cremanthodium atrocapitatum）是菊科垂头菊属的植物。分布在缅甸以及中国大陆的云南等地，生长于海拔4,000米的地区，一般生长在山坡，目前尚未由人工引种栽培。